# Alag
Pour plus de détails, voir Fiche technique et Distribution.
Alag ou Alag: He Is Different…. He Is Alone… (devanagari: अलग, nastaliq: الگ; litt. « Different ») est un film indien de Bollywood sorti en 2006 réalisé par Ashu Trikha avec Akshay Kapoor et Diya Mirza. Il s'inspire du film Powder.

## Synopsis
Widower Hemant Rastogi vit, apparemment seul, à Mahabaleshwar. Une nuit, il est victime d'une crise cardiaque et décède. Au cours de l'enquête de la police, le fils unique de Hemant, Telas, est retrouvé dans la cave de la maison. Il a passé sa vie entière dans la cave et est extrêmement sensible à la lumière du jour. La police demande à Purva Rana, le directeur d'un institut chargé de la réhabilitation des jeunes criminels, de veiller sur Telas, dont les  rapports sociaux se limitent aux relations avec son père et aux livres qu'ils lui fournissaient. Tejas commence à montrer des signes de télékinésie et est évité par les autres garçons de l'institut. Il est la cause d'un accident manquant  de provoquer la mort d'un gardien de sécurité. Un camarade de classe perd la vie dans l'accident. Tejas se rachète aux yeux du riche père de Purva, Pushkar, quand il est capable de réveiller sa femme, Gayatri Rana, d'un état de coma. Il semble que Tejas ait été accepté dans la maison Rana, mais il est par la suite harcelé par des médecins et des scientifiques qui souhaitent effectuer des expériences sur lui. Lorsque Tejas et Pushkar refusent tous les deux de participer à ces expériences, Tejas est enlevé et détenu dans une chambre en verre par le Dr Richard Dyer, qui veut contrôler son esprit pour son propre bénéfice. Purva se rend compte que Tejas a été enlevé et est mortellement blessé par le Dr Dyer lors d'une tentative de sauvetage. À la vue de cela, la colère de Tejas fait exploser ses pouvoirs, brisant la cage de verre, tuant le Dr Dyer et électrocutant Purva. Tejas la ramène à la vie en la choquant avec ses mains. Le film se termine avec Purva et Tejas s'éloignant au coucher du soleil.

## Fiche technique
- Titre : Alag
- Scénariste : Ashu Trikha, Sanjay Masoom, Tagore Almeda|
- Réalisateur : Ashu Trikha
- Producteur : Subi Samuel
- Genre : Action, drame, science-fiction, thriller
- Durée : 123 minutes
- Pays : Inde
- Langage : Hindi
- Date de sortie : 16 juin 2006

## Distribution
- Diya Mirza : Purva Rana
- Akshay Kapoor : Tejas Rastogi
- Jayant Kriplani : Mr. Rana
- Mukesh Tiwari
- Sharat Saxena
- Yatin Karyekar : Mr. Rastogi
- Beena
- Tom Alter
- Rana Jung Bahadur
- Shahrukh Khan : Apparition spéciale
- Preity Zinta : Apparition spéciale
- Sushmita Sen : Apparition spéciale
- Abhishek Bachchan : Apparition spéciale
- Karan Johar : Apparition spéciale
- Bipasha Basu : Apparition spéciale
- Priyanka Chopra : Apparition spéciale
- Arjun Rampal : Apparition spéciale
- Bobby Deol : Apparition spéciale
- Lara Dutta : Apparition spéciale

## Musique
La musique est composée par Aadesh Shrivastava. Kunal Ganjawala chante deux chansons. L'Item song "Sabse Alag", est chanté par Kunal Ganjawala, Shaan, Hemachandra, Nihira Joshi, Gayatri Ganjawala et une pléthore de stars.
1. "Sabse Alag"
2. "Hai Junoon"
3. "Apun Ki Toli"
4. "Saanjh Ki Pighalti"
5. "Hai Junoon"
6. "The Soul of Alag"
7. "Sabse Alag"